# 1,1,2-Trikloretan
1,1,2-Trikloretan eller vinyltriklorid är en halogenalkan med formeln C2H3Cl3.

## Egenskaper
När 1,1,2-trikloretan bryts ner bildas bland annat det giftiga ämnet fosgen vilket gör att ämnet skadar lever och njurar. Det verkar också förlamande på centrala nervsystemet.
Till skillnad från 1,1,1-trikloretan regleras 1,1,2-trikloretan inte av Montrealprotokollet.

## Framställning
1,1,2-Trikloretan kan framställas på samma sätt som 1,1,1-trikloretan eller genom ytterligare klorering av 1,2-dikloretan.
{\displaystyle {\rm {C_{2}H_{4}Cl_{2}+Cl_{2}\rightarrow C_{2}H_{3}Cl_{3}+HCl}}}

## Användning
Ämnet används som industriellt som lösningsmedel vid framställning av PVC-plast.